# Leioproctus purpurascens
Leioproctus purpurascens är en biart som först beskrevs av Cockerell 1914.  Leioproctus purpurascens ingår i släktet Leioproctus och familjen korttungebin. Artens utbredningsområde är Australien. Inga underarter finns listade i Catalogue of Life.